# Babacar Gaye
Pour les articles homonymes, voir Gaye (homonymie).
Le général de corps d'armée Babacar Gaye, né le 31 janvier 1951 à Saint-Louis (Sénégal), est l'ancien représentant spécial du secrétaire général et le chef de la mission multidimensionnelle intégrée des Nations unies en République centrafricaine (MINUSCA). Officier général sénégalais ayant exercé les fonctions de chef d'État-major général des armées de la république du Sénégal, de Commandant des forces de la Mission de l'Organisation des Nations unies en république démocratique du Congo, il était précédemment conseiller militaire pour les opérations de maintien de la paix et chef du bureau des affaires militaires.

## Formation
Le général Gaye a fréquenté le cours Sainte-Marie de Hann (Pères maristes) puis le lycée Blaise Diagne.
Il obtient son baccalauréat en 1968, année perturbée par des évènements au mois de mai.
Il prépare ensuite le concours de Saint-Cyr à la corniche Bournazel du lycée Dumont-d'Urville de Toulon et intègre en 1970 l'École spéciale militaire de Saint-Cyr. Pendant cette période l'école est dirigée par le général de brigade Jean Richard.
De 1970 à 1972, il est élève-officier appartenant à la promotion « No 157 général de Gaulle » tout comme les anciens CEMA ivoirien et congolais le général Mathias Doué et le général congolais Jean-Marie Mokoko, le défunt général Ilunga Shamanga chef d'état-major particulier du maréchal Mobutu et les officiers français suivants: le général de corps d'armée Bernard Périco, ancien commandant la Brigade de sapeurs-pompiers de Paris, le général d'armée Jean-Loup Moreau ancien inspecteur de l'armée de terre et le général d'armée Elrick Irastorza ancien chef d'état-major de l'armée de terre.
Il est aussi de la même promotion que les militaires sénégalais suivants : colonel Mbaye Faye (ancien sous-CEM), le colonel de gendarmerie Alioune Badara Niang (ancien DG du port autonome de Dakar en remplacement de Pathé Ndiaye), général Abdoulaye Dieng (ambassadeur du Sénégal en Guinée-Bissau) et l'intendant colonel Oumar Niang (attaché militaire au Maroc).
Parmi ces anciens à Saint-Cyr, on peut citer les militaires sénégalais de la promo 156 Général Gilles (69-71) suivants: Birago Diouf, Makha Keita (directeur de l'Agence de promotion du réseau hydrographique national), Joseph Raymond Gomis, Papa Khalilou Fall (ancien CEMGA), Chérif Alioune Bâ (ancien commandant des pompiers) et le général Pathé Seck (ancien haut commandant de la gendarmerie et ambassadeur au Portugal).
Sorti lieutenant en 1979, il suit, comme son père le fit dans les années 1930, le Cours de perfectionnement des officiers subalternes à l'École d'application de l'arme blindée cavalerie de Saumur.
Il est ensuite diplômé de l'École d'état-major de Compiègne.
En 1988, il est breveté de l'École supérieure de guerre française (100e Promotion).

## Carrière

### Armée sénégalaise

#### Officier subalterne
De retour au Sénégal, il devient officier de l'arme blindée et cavalerie . Le chef d'état-major général des armées de l'époque était le général Idrissa Fall.
Il commande une unité blindée élémentaire à Tambacounda.
Entre 1974 et 1975, il participe à la Force d’urgence des Nations unies (FUNU II) au Sinaï, force sous le commandement des généraux Ensio P. H. Siilasvuo et Bengt Liljestrand.
De 1978 à 1979, il est chef du service de presse information cinéma (PIC) de l'Armée. Il y anima une émission radio qui eut un certain succès.
En 1980, il participe pendant 6 mois à la Force intérimaire des Nations unies au Liban (FINUL).
En août 1981, il a pris part à l'opération Fodé Kaba II en Gambie.
En 1981, Capitaine il est affecté à l'École nationale des officiers d'active (ENOA) de Thiès. L’École nationale des officiers d’active a été créée le 8 juillet 1981, le premier « Kélétigui » (commandant d’école) fut Mouhamadou Lamine Keita. Babacar Gaye a été directeur de promotion et a eu à encadrer des élèves-officiers comme l'actuel CEMGA Mamadou Sow ou Paul N'diaye.

#### Officier supérieur
De 1984 à 1986, au grade de commandant, il est chef de corps du bataillon de cavalerie à Thiès. Le CEMGA de l'époque est le Général Joseph Louis Tavarez de Souza.
De 1988 à 1990, au grade lieutenant-colonel, à son retour de l'école de guerre, il est chef de division à l'état-major général des Armées.
De 1990 à 1991, il participe à l'opération Tempête du désert en tant que commandant du contingent sénégalais de 495 hommes (dont 92 tués dans un crash d'un Lockheed C-130 Hercules de l'armée saoudienne) basé à Darhan. Mouhamadou Lamine Keita basé à Riyad, est Commandant du détachement sénégalais dont le bataillon faisait partie. Il gagnera ces étoiles de général au retour de cette opération et deviendra chef d'état-major général des armées en 1993 en remplacement du général Mamadou Mansour Seck qui dirigeait l'armée depuis 1988. Le CEMGA de l'époque, Mamadou Mansour Seck visitera le contingent à plusieurs reprises avec son chef d’état-major de l'Armée de Terre Mountaga Diallo. Le ministre des Forces Armées Médoune Fall, de même le président Diouf se déplaceront aussi.
De 1991 à 1993, il occupe pour la seconde fois le poste de commandant du bataillon blindé. Pendant cette période, il séjournera en Casamance à Oussouye dans le cadre de la sécurisation de la zone sud.
En septembre 1993, il est le premier directeur de l'Information et des relations publiques des armées (DIRPA) qui remplace le service de presse et de cinéma des armées. Il exerce pour la deuxième fois dans sa carrière ce type de fonction car il a été chef du service de presse information cinéma (PIC) au grade de Lieutenant. Il relance la publication d'Armée Nation : revue trimestrielle de réflexion des Forces armées. Il a été remplacé à ce poste par le colonel Meïssa Tamba.
De 1994 à 1997, il est directeur de la Documentation et de la Sécurité extérieure (DDSE). Il remplace à ce poste Papa Khalilou Fall qui deviendra directeur adjoint du Centre national de coordination et des activités du renseignement (CENCAR) à la primature sous les ordres du général Boubacar Wane, ancien aide de camp puis chef d’État-major particulier du président de la République Abdou Diouf. À ce poste, il eut à reporter à Madieng Khary Dieng, puis à Cheikh Hamidou Kane, deux ministres des Forces Armées successifs des gouvernements du premier ministre Habib Thiam. Il sera remplacé par le capitaine de vaisseau Mor Sène qui quittera le poste au profit de Pape Farba Sarr.
De 1997 à 2000, il est le premier Commandant de la dernière-née des 7 Zones Militaires, la zone no 6 de Kolda créé par le général Lamine Cissé qui exerçait les fonctions de chef d'état-major général des Armées à l'époque. Cette zone militaire à des frontières avec la Gambie, la Guinée-Bissau et la Guinée Conakry. il sera remplacé à ce poste par le colonel Matar Gueye

#### Chef d'état-major général des armées
Le 1er mai 2000, après 9 années au grade colonel, il est nommé chef d'état-major général des armées par le président Abdoulaye Wade, il est le neuvième CEMGA, Il remplace à ce poste le Général Mamadou Seck issu du corps du Génie Militaire. Dans le même décret, Talla Niang, attaché militaire en Côte d'Ivoire, est nommé sous-chef d’état-major général des Armées. Il remplace à ce poste le colonel Mbaye Faye qui poursuit sa carrière comme adjoint au chef du bureau intégré de l’ONU pour le Burundi.
À sa nomination, le général Gaye prend comme chef de cabinet le colonel Innocent Gabriel Dassanou puis en juillet 2001 le capitaine de vaisseau Ngome Faye et il prend pour aide de camp Philippe Henri Alfred Dia puis Koly Faye.
Promu général de brigade le 1er avril 2000, plus jeune étoilé de l'histoire de l'armée sénégalaise et plus jeune CEMGA, il a été élevé au rang de général de division le 15 mai 2002.
Il assistera lors de la durée de son commandement deux ministres des Forces armées. Tout d'abord, Youba Sambou nommé le 3 avril 2000 dans le gouvernement de Moustapha Niasse et qui démissionna le 1er octobre 2002 à la suite du drame du Joola. Il sera ensuite nommé directeur général du Conseil Sénégalais des Chargeurs. Pendant une période de vacance (1er octobre au 4 novembre 2002) au poste de ministre des Forces armées, il eut comme interlocuteur direct le Premier ministre Mame Madior Boye qui cumulait ces fonctions avec celles de Ministre des Forces Armées. Le 6 novembre 2002, Bécaye Diop fut nommé dans le gouvernement de Idrissa Seck comme Ministre des Forces Armées.
En août 2003, le général Gaye quitte précipitamment la fonction de chef d’état-major général des Armées après avoir accompli son temps normal de commandement selon le décret présidentiel. Il est remplacé à ce poste par le général Pape Khalilou Fall, actuel ambassadeur du Sénégal en république populaire de Chine et ancien inspecteur général des Forces armées sénégalaises.
Dans le cadre de ces fonctions, il a eu à amorcer les contacts avec l'United States European Command (EUCOM) à Stuttgart pour le programme "Trans-Sahara Counterterrorism Partnership" (TSCTP) du département d'État des États-Unis qui a pour but de faciliter la coopération entre États et de renforcer les capacités des États du Sahel contre les groupes terroristes (Al-Qaïda et autres émanations). Depuis le 30 septembre 2008, cette opération dirigée par le général William E. Ward, est sous la responsabilité du Commandement des Forces des États-Unis en Afrique (AFRICOM) sous le nom de Operation Enduring Freedom - Trans Sahara (OEF-TS) dans le cadre de la guerre contre le terrorisme concept géopolitique développé par l’administration américaine de George W. Bush après les attentats du 11 septembre 2001.
En tant que CEMGA, le général a renforcé la mobilité des forces, augmenté les rotations des troupes en opération et posé les jalons pour l'amélioration du moral et de la condition des soldats. Il a aussi développé les échanges avec les Armées des pays frontaliers. Dans ce cadre il a initié de régulières visites aux Chefs d'État Major des pays voisins dont deux ont perdu la vie dans l'exercice de leur fonction durant cette période : le colonel Mohamed Lemine Ould N'Diayane en Mauritanie le 9 juin 2003 et le Général Verissimo Correia Seabra en Guinée-Bissau le 6 octobre 2004.

### Ambassadeur en Allemagne
Le 29 janvier 2004, il est nommé Ambassadeur du Sénégal en République fédérale d'Allemagne avec pour juridiction l'Autriche, la Bosnie-Herzégovine, la Bulgarie, la Croatie, la Georgie, la Hongrie, la Liechtenstein, la Moldavie, la Pologne, la République tchèque, la Slovaquie et les organisations internationales de l'Office des Nations unies à Vienne (ONUDI - AIEA, ...) et l'OPEP.
Il a remplacé à ce poste S.E.M Paul Badji qui prit le poste de représentant permanent du Sénégal auprès des Nations unies à New York en remplacement de S.E.M Papa Louis Fall élu au Corps Commun d'Inspection du Système de Nations Unies à Genéve. Le Général Gaye a ouvert la première représentation diplomatique du Sénégal à Berlin.
Parmi les membres de l'équipe de l'ambassade, on retrouve Madame Mame Coura Ba Thiam ancienne Ministre de la Culture du gouvernement de juin 1993 de Habib Thiam.
Il est le troisième Chef d'État-Major a occupé ce poste après Joseph Louis Tavarez de Souza et Mouhamadou Lamine Keita (1997-2001).
Il quitte ces fonctions le 21 juillet 2005 et a été remplacé à ce poste par S.E.M Cheikh Sylla ancien ambassadeur au Burkina Faso. Il eut comme Premier conseiller Monsieur Félix Oudiane qui fut nommé ambassadeur au Vatican en janvier 2005 en remplacement de Monsieur Henri Antoine Turpin qui deviendra ambassadeur en Suède. Ce dernier fut remplacé par M. El Hadj Abdoul Aziz Ndiaye en provenance de Genève.
Le Colonel El Hadj Boubacar Djigo rejoint l'ambassade en tant qu'attaché militaire.

### Nations Unies

#### Commandant des forces de la MONUC
Le 21 mars 2005, le président Wade détache le général Gaye à l'Organisation des Nations unies. Sur proposition du secrétaire général Kofi Annan et de Jean-Marie Guéhenno responsable du Département des opérations de maintien de la paix (DPKO), le conseil de sécurité entérine sa nomination comme commandant des forces de la Mission de l'Organisation des Nations unies en république démocratique du Congo (MONUC) à compter du 4 avril 2005.
Il est le deuxième sénégalais à la tête de cette mission après le Général Mountaga Diallo, ancien Inspecteur Général des Forces Armées Sénégalaises et actuel ambassadeur du Sénégal à Moscou. Il a succédé au général Somaila Iliya du Nigéria.
Le 25 août 2008, sur proposition du département maintien de la paix et du secrétaire général des Nations unies Ban Ki-moon et après approbation du Conseil de sécurité, le général espagnol Vicente Diaz de Villegas y Herreria lui succède. Le 27 octobre 2008, le général espagnol démissionne due à des « raisons personnelles », a affirmé la porte-parole de l'ONU, Michèle Montas. Dans l'attente de la nomination de son successeur, le général ghanéen Ishmeel Ben Quartey assure l'intérim.
Le 3 novembre 2008, après approbation de l'État du Sénégal et compte tenu de la crise, il est renommé à la tête de la MONUC par le Conseil de sécurité sur proposition du secrétaire général des Nations unies pour une durée de 6 mois.
La MONUC est placé sous le chapitre VII de la charte de l'ONU. Son mandat l'autorise à utiliser tous les moyens nécessaires,
dans la limite de ses capacités et dans les zones de déploiement de ses unités, pour dissuader toute tentative de recours à la
force qui menacerait le processus politique. Au 22 décembre 2009, les effectifs militaires étaient de 18 384 dont 16 587 soldats, 718 observateurs militaires et 1 079 policiers issus de 47 pays. 87 soldats et 9 observateurs militaires ont perdu la vie en servant la paix.
Dans le cadre de ces fonctions il a eu à travailler avec les chefs d'état-major général des Forces armées de la république démocratique du Congo suivants : Kisempia Sungilanga, Dieudonné Kayembe Mbandakulu et Didier Etumba Longomba. Il a eu à collaborer avec deux représentants spéciaux du secrétaire général : l'américain William Lacy Swing (ancien ambassadeur des États-Unis au Zaïre, Afrique du Sud, Liberia & Haïti, actuel directeur de l'Organisation internationale pour les migrations) et l'Anglais Alan Doss (ancien directeur du Groupe des Nations unies pour le développement et représentant spécial pour le Libéria).
Le général Gaye a été Force Commander de mars 2005 à septembre 2008. Sa mission, d'une durée initiale d'un an, fut prorogé à deux reprises (durée maximale). La crise du Nord-Kivu avec le chef rebelle Laurent Nkunda a obligé les Nations unies à le maintenir en poste jusqu'en octobre 2008.
Le 9 juillet 2010, le secrétaire général des Nations unies remercie le général Gaye pour son long service en RDC pendant une période critique et pour l'efficacité avec laquelle il a assuré le leadership de la composante militaire de la mission. Ce qui selon M. Ban Ki-moon a permis à la MONUC/MONUSCO de faire des progrès vers le retour à la paix et à la sécurité en RDC. Le SG annonce de la nomination du général Chander Prakash de l’Inde en tant que commandant des forces de la Mission de l’ONU pour la stabilisation en République démocratique du Congo (MONUSCO).
La MONUC est actuellement la plus grande intervention des Nations unies avec un budget annuel de plus d'un milliard de dollars. La stabilité actuelle du pays, l'accord de paix de 2002, le succès de l'improbable processus électoral en 2006 et l'installation d'un gouvernement légitime et même les accords de Goma en janvier 2008 sont à mettre à l'actif de la mission onusienne.

#### Conseiller militaire pour les opérations de maintien de la paix et chef du bureau des affaires militaires au sein du département du maintien de la paix
Le 24 août 2010, le secrétaire général des Nations unies, M. Ban Ki-moon nomme le général de corps d'armée Babacar Gaye, du Sénégal, comme Conseiller militaire pour les opérations de maintien de la paix. Il succède ainsi au général de corps d’armée Chikadibia Isaac Obiakor du Nigéria.
Le général Gaye exerce la fonction de chef du bureau des affaires militaires au sein du département du maintien de la paix dirigé par Alain Le Roy.

#### Chef par intérim de la Mission de supervision des Nations unies en Syrie (MISNUS)
Cumulativement aux fonctions de Conseiller militaire auprès du Département des opérations de maintien de la paix de l’ONU (DOMP), où il est en poste depuis le 12 septembre 2010, le général Gaye a pris 21 juillet au 19 août 2012 le commandement de la MISNUS réduite à 150 observateurs pour un mandat limité à 30 jours, à la suite du départ du général Robert Mood dont le service s'est achevé le 20 juillet 2012.
Le 30 juillet 2012, le secrétaire général de l'ONU, Ban Ki-moonun a annoncé lors d'un point de presse que le convoi transportant des observateurs de l'ONU, dont leur chef, le général Babacar Gaye, a été la cible d'une attaque à l'arme légère.

#### Représentant spécial du secrétaire général et chef du Bureau intégré des Nations Unies pour la Consolidation de la Paix en Centrafrique
Le 12 juin 2013, le secrétaire général des Nations unies, Ban Ki-moon, après approbation du Conseil de sécurité, nomme le général de corps d'armée Babacar Gaye, du Sénégal, en tant que représentant spécial et chef du Bureau intégré des Nations unies pour la consolidation de la paix en République centrafricaine(BINUCA), basé à Libreville, au Gabon. Le général Gaye succède à Mme Margaret Vogt, du Nigéria.

#### Représentant spécial du secrétaire général et chef de la mission multidimensionnelle intégrée des Nations unies en République centrafricaine
Dans la continuité des fonctions déjà exercées, le 16 juillet 2014, le secrétaire général des Nations unies renouvelle sa confiance au général Gaye en faisant de lui son représentant spécial et chef de la Mission multidimensionnelle intégrée des Nations unies en République centrafricaine (MINUSCA), créée par la résolution 2149 du Conseil de sécurité datée du 10 avril 2014.
Le 12 août 2015, sur demande du secrétaire général des Nations unies, le général Gaye a démissionné de ses fonctions onusiennes après les scandales répétitifs des casques bleus et des forces françaises. Néanmoins, Ban Ki-Moon lui « exprime sa gratitude [...] pour les services remarquables qu'il a accomplis [...] en particulier au cours de ces deux dernières années, pendant une phase critique en République centrafricaine ». Parfait Onanga-Anyanga lui succède, par intérim, le 14 août 2015.
À son actif, la MINUSCA a stabilisé le pays en proie à des violences interconfessionnelles et l'Etat en déliquescence. De plus, la mission onusienne sous l'impulsion du général Gaye a, conformément au mandat donné par le conseil de sécurité, accompagné la transition encore qui va s'achever avant fin 2015 par des élections démocratiques.
Son action en Centrafrique a été saluée dès l'annonce de sa démission par le président sénégalais.

## Autres activités
Le général de corps d'armée Babacar Gaye intervient régulièrement dans plusieurs Académies, Universités et Instituts pour y animer des conférences sur divers sujets entre autres : le maintien de la paix, la coopération militaire et la prévention des conflits.

## Famille
Fils de feu Dr Amadou Karim Gaye, ancien secrétaire général de l'Organisation de la conférence islamique (OCI), il est le frère de l'artiste peintre Anta Germaine Gaye et oncle du réalisateur Thibault de Longeville. Il est marié à une banquière et est père de deux enfants.

## Décorations
Le général Gaye est titulaire de plusieurs décorations nationales et étrangères.
- Grand-croix de l’ordre national du Lion
- Grand-croix de l'ordre national du Mérite[51]
- Médaille d'honneur de la Gendarmerie nationale
- Médaille d’honneur de l’Armée de Terre[52]
- Croix de la Valeur militaire
- Médaille Nations unies: FINUL, FUNU II, MONUC
- Médaille commémorative de la Guerre du Golfe
- Médaille de la libération du Koweït (Arabie saoudite)
- Médaille de la libération du Koweït (Koweït)
- Officier de l'ordre du Mérite (Gabon)
- Officier de la Légion d'honneur (France) (3e génération successive de décorés dans la famille Gaye)